# Искра Ангелова
Искра Асенова Ангелова е българска журналистка, актриса и преводачка.

## Биография
Родена е на 10 февруари 1973 г. Завършва българска филология в Софийския университет „Св. Климент Охридски“ и актьорско майсторство за драматичен театър в НАТФИЗ „Кръстьо Сарафов“ в класа на проф. Димитрина Гюрова и Пламен Марков. През 1993 г. следва един семестър и в италианската театрална академия „Silvio D’Amico“ в Рим. През 1997 г. заминава за Бостън, САЩ, с американската стипендия „Фулбрайт“. Там тя завършва магистратура по телевизионна и радиожурналистика в университета „Емерсън“ в Бостън, САЩ.

### Журналистическа кариера
През 1999 – 2000 г. Искра Ангелова работи като втори продуцент на сутрешното предаване The Early Show на националната телевизия CBS в Ню Йорк.
При завръщането си в България е телевизионна водеща на сутрешния блок в телевизия bTV. От 2002 до края на 2004 г. е водеща и главна редакторка на съботно-неделното сутрешно предаване „У нас“ на Нова телевизия. От 2005 до 2019 г. е сценаристка, авторка и водеща на неделното вечерно токшоу на БНТ „Нощни птици“.
Нейни текстове са излизали във в. „Дневник“, в. „Култура“, в. „Гласове“, в. „Новинар“, сп. „Жената днес“, сп. „Християнство и култура“, сп. „Театър“, сп. „Foreign Policy“, сп. „L'Europeo“, сайтовете Vesti и Mediapool.
Авторка е на няколко документални филма, които прави за поредицата на БНТ „В кадър“:
- „Хляб и шоколад“ – 2011 г., 28 мин., филм за изкуството на готвенето и готвенето в изкуството – голямата дива на Мексико, писателката-майка на магическия реализъм Лаура Ескивел разказва за най-сладкия талант.
- „Въображението е моят куфар“ – 2012 г., 28 мин., филм за известната турска писателка Елиф Шафак и за жената-творец в борбата ѝ с клишетата.
- „Чужденката“ – 2014 г., 28 мин., филм за голямото завръщане на Юлия Кръстева в България (2014)
- „Кой се страхува от Юлия Кръстева?“ – 2017 г., 85 мин., първият български пълнометражен документален филм за познатата във френските интелектуални среди българка

През 2014 г. започва да работи по реализацията на портрета на Юлия Кръстева,чиято премиера е на 20 април 2017 г. в кино „Люмиер“ като част от фестивала „Master of art“. „Кой се страхува от Юлия Кръстева?“ е първият филм на Искра като режисьорка и продуцентка, той е копродукция между БНТ, НДК и Wonderland productions и е 85 минути. Представен е в Париж и Лондон, като участва в официалната програма на LIDF (London International Documentary Festival).
Откакто е извън ефира на БНТ, Искра Ангелова създава няколко онлайн проекта (тя изпълва със съдържание онлайн енциклопедията Мамапедия), снима реклами и продуктови видеа и пише като колумнист за Offnews.

### Ангажименти в театъра
Като актриса участва в няколко филма и множество театрални представления, сред които „По-близо“ на Патрик Марбър в театър „Сълза и смях“, „Хоровод“ на Артур Шницлер в театър „Българска армия“, „Rondo“ на Артур Шницлер в Драматичния театър „Стоян Бъчваров“, Варна, „Чайка“ на Антон Чехов в Somerville Theatre, Бостън, САЩ, „Красиви тела“ на Лора Кънингам отначало в театър „Сълза и смях“, след това в Младежкия театър „Николай Бинев“, в „Моногамният“ на Кристофър Кайл в Народния театър „Иван Вазов“ и в „Още веднъж отзад“ на Майкъл Фрейн в Сатиричния театър „Алеко Константинов“. Била е част от УС и трупата на Модерен театър, където играе в „Да играеш жертвата“ и „Клас“. Последният проект, в който участва, е пиесата „Револверът“ на Майя Праматарова, режисьор Стилиян Петров, в галерия Етюд, като представлението се играе на български и английски език.

## Филмография
- Златната ряпа (тв,1990) – принцесата

### Авторски книги
През 2007 г. издава романа „Обичам ли те?“ в съавторство с журналиста Петър Волгин.

### Преводи
Пиеси
- „По-близо“
- „Красиви тела“
- „4000 мили“

Книги
- Гей Колинс, „Голямата промяна: историята на американските жени от 60-те години до днес“, издателство Изток Запад, 2010
- (редактор) Айн Ранд, „Атлас изправи рамене“, издателство Изток Запад и МАК, 2009
- Геше Майкъл Роуч и Кристи Макнали, „Философията на йога“, издателство Жануа 98, 2012
- Питър Фиск, „Геният на креативността“, издателство Изток Запад, 2013
- Геше Майкъл Роуч, „Кармата на любовта“, издателство Жануа 98, 2013
- Емет Фокс, „Силата на мисълта“, издателство Жануа 98, 2016
- Кимбърли Палмър, „Умно майче – богата майка“, издателство Жануа 98, 2018